# Тень в Речном Племени (Коты-Воители)
«Тень в Речном племени» (A Shadow in RiverClan) — манга о котах-воителях, вышла в июне 2020 года. Рассказывает о Ласточке.

## Аннотация
Когда Речное племя попало под власть Звездоцапа, Ласточка едва уцелела. С исчезновением Звездоцапа Речное племя пытается восстановить силы в спокойствии и мире — даже если коты будут не готовы простить Пятнистую Звезду. Но когда Речное племя берет к себе бродячую кошку по имени Саша и ее двух котят, Ласточка должна найти способ избежать теней прошлого, если она хочет быть частью будущего своего племени.

## Сюжет
После битвы за лес Пятнистая Звезда производит Пушинку и Ветерка в воины. Они получают имена Ласточка и Ураган. Ласточка не уверена, сможет ли она стать верной своему племени. Во время ночного бдения Ласточка вспоминает, как Звездоцап захватил лес, как Чернопят с Частоколом убили Камня и как её с братом приняли в Грозовом племени.
Ласточка становится очень замкнутой, и вскоре соплеменники даже перестают с ней общаться. Однажды она видит Тростинку, которая во время охоты случайно забегает на территорию Речного племени. Они разговаривают, и Ласточка собирается уже отдать белку Тростинке, как вдруг их обнаруживает патруль Черного Когтя. Отряд нападает на Грозовую кошку, но Ласточка её защищает. Тростинка убегает, а в лагере Пятнистая Звезда наказывает Ласточку, понижая её до статуса оруженосца за нарушение Воинского закона.
Однажды Речной патруль находит на своей территории бродячую кошку Сашу и её детей — Коршуна и Мотылинку. Пятнистая Звезда принимает их в племя. Как-то раз Коршун падает в реку, и Ласточка его спасает. Саша рассказывает, что её третий котенок, Головастик, утонул на глазах у брата и сестры. Ласточка спрашивает, что же случилось с отцом котят. Саша отвечает, что тот погиб. Вскоре Ласточка с Сашей становятся подругами, и первая учит Коршуна и Мотылинку плавать.
Через некоторое время Пятнистая Звезда производит Коршуна и Мотылинку в оруженосцы. Они получают имена Пестрыш и Крылышко. В наставники Пестрыш получает Пятнистую Звезду, а Крылышко — Невидимку. Ласточка решает присматривать за новоиспечёнными оруженосцами, потому что она не доверяет Пятнистой Звезде.
Однажды Моховушка упоминает Звездоцапа, и при этом Саша выглядит грустной. Ласточка спрашивает у той, в чем дело, и Саша признается, что Звездоцап был отцом её котят и что она до сих пор любит его. Ласточка перестает доверять Саше и снова отгораживается от всего племени. Она начинает замечать, как Пестрыш похож на Звездоцапа.
Когда Пятнистая Звезда созывает котов на Совет, Ласточка замечает, что среди названных нет имён Саши, Пестрыша и Крылышка. На Совете оказывается, что Огнезвёзд заболел, и поэтому его подменяет Крутобок. Он замечает, что Ураган с Ласточкой держатся отдельно от других Речных котов. Крутобок говорит Ласточке, что им с братом всегда будут рады в Грозовом племени, но она отказывается, потому что Ураган — настоящий Речной кот, а она останется с ним.
Утром Саша сообщает Ласточке, что уходит из племени, оставляя Пестрыша и Крылышко. Ласточка обещает никому не говорить её тайну, но не может относиться к двум оруженосцам с прежней теплотой. Пестрыш и Крылышко не понимают, почему Ласточка их недолюбливает.
Наступает сезон Голых Деревьев, и племя Ветра с Речным племенем устраивают схватку из-за дичи. Пестрыш нападает на Чернохвата, не дождавшись приказа предводительницы, победа остается за Речным племенем. Тогда Черный Коготь в шутку называет Пестрыша «маленьким убийцей», и Ласточку вновь охватывают сомнения.
На лагерь нападает лиса и чуть не убивает Ласточку, но Пестрыш её прогоняет. На следующий день Пятнистая Звезда собирает патруль, чтобы прогнать лису. Она берет с собой Пестрыша. Также в патруль вызывается Ласточка, так как она дала Саше обещание, что присмотрит за её детьми. За ней в патруль отправляется Ураган. В поисках лисы патруль выходит за пределы границ Речного племени.
Через некоторое время патруль Пятнистой Звезды наконец находит логово лисы, но самой её внутри нет. Неожиданно лиса нападает на котов, отбрасывает Пестрыша в сторону и сильно ранит Пятнистую Звезду. Предводительница умоляет своих воинов бросить её, но Ласточка набрасывается на лису и с помощью Урагана убивает её. Пятнистая Звезда спрашивает у Ласточки, почему она спасла её, на что Ласточка отвечает, что соплеменники своих не бросают. Пятнистая Звезда извиняется перед ней и Ураганом за то, что сделала, объединившись со Звездоцапом. Они её прощают.
На Совете Пятнистая Звезда благодарит Ласточку и Урагана за помощь, а Крутобок снова предлагает своим детям вернуться в Грозовое племя, но те отвечают, что их племя — Речное. Ласточка окончательно становится частью своего племени. Во время очередной пограничной стычки с Грозовым племенем она прогоняет Тростинку.
В одну из ночей, в сезон Юных Листьев Ласточке снится сон. В нем она видит Желудя - бывшего глашатая Речного племени. Он сообщает ей, что она и трое других котов избраны, чтобы предотвратить серьезную опасность. Ласточка отвечает, что готова.

## История публикации
- A Shadow in RiverClan (EN), HarperCollins (твердый переплет), 2 июня 2020 г.
- A Shadow in RiverClan (EN), HarperCollins (мягкая обложка), 2 июня 2020 г.
- A Shadow in RiverClan (EN), HarperCollins (электронная книга), 2 июня 2020 г.[1]